# Smerdis
Smerdis (persiska: بردیا Bardiya; grekiska: Σμέρδις) var en iransk akemenidisk prins, son till perserkungen Kyros II och yngre bror till Kambyses II, som styrde Persien mellan 529 och 522 f.Kr. . Kyros satte Smerdis till ståthållare över rikets östra  provinser.
Under Kambyses fälttåg till Egypten 522 utbröt ett uppror i rikets östra provinser och Smerdis hyllades som den nye kungen. Kambyses och hans armé marscherade samtidigt tillbaka mot Persien, men Kambyses dog efter vad som framställdes som en olyckshändelse. Omständigheterna kring detta  är oklara, och det finns starka misstankar om att det hela var iscensatt av Kambyses släkting och "lansbärare" Dareios. Darieos ledde armén vidare och konfronterade och dödade upprorsledaren. Han påstod sedan att den döde inte var Smerdis utan en bedragare, en mager vid namn Gaumata (persiska: 𐎥𐎢𐎶𐎠𐎫, Gaumāta), och att Smerdis var död sedan flera år tillbaka. Modern forskning ifrågasätter Darieos förklaring. Det råder också delade meningar om ordningsföljden mellan Kambyses död och Smerdis död, vilket innebär att Smerdis av vissa bedömare bedöms som legitim och faktisk storkonung över Persien under en kort period år 522 f.Kr. Efter att Dareios slagit ned upproret utropades han till storkonung av Persien.
Den vanligaste grekiska formen var Smerdis. Hans persiska namn är Bardiya, Ktesias kallade honom Tanooxares, Xenofon Tanooxares, Justinus Mergis och Aiskhylos Mardos.